# Craig Robinson
Craig Phillip Robinson (25 de outubro de 1971) é um ator americano, mais conhecido por interpretar o personagem Darryl Philbin na série da NBC The Office, e Doug Judy na série Brooklyn Nine-Nine. 

## Vida pessoal
Em 2017, Craig divulgou em entrevistas que tornou-se vegano.

## Filmografia

### Filmes
| Ano  | Filme                                          | Papel                      | Observações      |
| ---- | ---------------------------------------------- | -------------------------- | ---------------- |
| 2001 | AppleJax and YoYo                              | YoYo                       | Papel secundário |
| 2002 | Play'd: A Hip Hop Story                        | Cole                       |                  |
| 2005 | Year of the Scapegoat                          | Pappy Labourgeneaux        | Papel secundário |
| 2007 | D-War                                          | Bruce                      | Papel secundário |
| 2007 | Daddy's Little Girls                           | Byron the Rapper           | Participação     |
| 2007 | Knocked Up                                     | Club Doorman               | Participação     |
| 2007 | Walk Hard: The Dewey Cox Story                 | Bobby Shad                 | Papel secundário |
| 2008 | Pineapple Express                              | Matheson                   | Elenco de apoio  |
| 2008 | Zack and Miri Make a Porno                     | Delaney                    |                  |
| 2008 | Prop 8: The Musical                            | A Preacher                 |                  |
| 2008 | The Frequency of Claire                        | Q-pid                      |                  |
| 2009 | Fanboys                                        | Guarda do Rancho Skywalker | Participação     |
| 2009 | Miss March                                     | Phil/Horsedick Ponto MPEG  |                  |
| 2009 | Memphis Calling                                | Memphis                    |                  |
| 2009 | Night at the Museum: Battle of the Smithsonian | Tuskegee Airman 2          | Participação     |
| 2009 | The Goods: Live Hard, Sell Hard                | DJ Request                 | Participação     |
| 2009 | Post Grad                                      | Funeral Director           |                  |
| 2010 | Father of Invention                            |                            |                  |
| 2010 | Shrek Forever After                            | Cookie                     | Voz              |
| 2010 | Hot Tub Time Machine                           | Nick                       | Protagonista     |
| 2013 | This is the end                                | Ele mesmo                  |                  |

### Televisão
| Ano       | Programa                  | Papel                              | Observações               |
| --------- | ------------------------- | ---------------------------------- | ------------------------- |
| 2003      | Real Time with Bill Maher | Chucky                             | 1 episódio                |
| 2003      | Lucky                     | Mutha Rhodes                       | 13 episódios              |
| 2004      | The Bernie Mac Show       | Wayne                              | 1 episódio                |
| 2004      | LAX                       | Wayne                              | 1 episódio                |
| 2004      | Friends                   | The Clerk                          | 1 episódio                |
| 2005      | Arrested Development      | Studio Guard #1                    | 1 episódio                |
| 2005      | Curb Your Enthusiasm      | Attendant #1                       | 1 episódio                |
| 2005-2013 | The Office                | Darryl Philbin                     | Integrante do elenco fixo |
| 2007      | Halfway Home              | Mr. Brown                          | 1 episódio                |
| 2009      | The Cleveland Show        | Pai de Cleveland Brown             | 2 episódios               |
| 2009      | Eastbound & Down          | Reggie Macworthy / Baseball Player | 2 episódios               |
| 2009      | James Gunn's PG Porn      | Havana Bob                         | 1 episódio                |
| 2009      | Reno 911!                 | Levon French                       | 1 episódio                |
| 2010      | The Marriage Ref          | Ele mesmo                          | 1 episódio                |
| 2010      | Vh1 Hip Hop Honors        | Apresentador                       | Evento de 2 horas         |
| 2010      | Last Comic Standing       | Apresentador                       | 2 episódios               |
| 2013-2018 | Brooklyn Nine-Nine        | Doug 'The Pontiac Bandit' Judy     | 4 episódios               |
| 2015      | Mr Robot                  | Ray                                | 1 episódio                |
| TBA       | Killing It                | TBA                                | Elenco Principal          |